# Dječji festival duhovne glazbe Iskrice
Iskrice su dječji festival duhovne glazbe.
Održava se od 1997. svake godine u mjesecu svibnju u mjestu Vodnjanu.
Tradicionalno ga organizira HKZ „MI“ osnovna zajednica Vodnjan, a pokrovitelji su mu Porečko-pulska biskupija, Grad Vodnjan i Istarska županija. 
Tema festivala u svezi je uz zbivanja u svijetu.
Na festivalu se dodjeljuju i nagrade za poznate skladbe, nove skladbe (župe i osnovne škole), aranžman, glazbu, tekst, o kojima odlučuje prosudbeno povjerenstvo.
Natječu se školski i župni zborovi duhovnim skladbama i pjesmama na vlastite stihove i novu glazbu, ili s poznatim skladbama koje smiju biti iz crkvenih pjesmarica. U dječjoj konkurenciji natjecanje je i u literarnim radovima. Geslo festivala u Vodnjanu je "Radost putovanja".